# Saint-Étienne-de-Puycorbier
Saint-Étienne-de-Puycorbier é uma comuna francesa na região administrativa da Nova Aquitânia, no departamento Dordonha. Estende-se por uma área de 13,11 km². Em 2010 a comuna tinha 110 habitantes (densidade: 8,4 hab./km²).